# 2000年夏季奥林匹克运动会游泳比赛—男子1500米自由泳
2000年夏季奥林匹克运动会男子1500米自由泳比赛的决赛于2000年9月23日在澳大利亚悉尼举行。最终，澳大利亚游泳运动员格兰特·哈克特获得了此项比赛的冠军。

## 成绩
| 名次 | 运动员                | 成绩     |
| ---- | --------------------- | -------- |
|      | 格兰特·哈克特（）     | 14:48.33 |
|      | 基伦·珀金斯（）       | 14:53.59 |
|      | 克里斯·汤普森（美国） | 14:56.81 |